# بوفطيطن (التيرسنة ضاية عائشة)
بوفطيطن هو دُوَّار يقع بجماعة قصيبية، إقليم سيدي سليمان، جهة الرباط سلا القنيطرة في المملكة المغربية. ينتمي الدوّار لمشيخة التيرسنة ضاية عائشة التي تضم 3 دواوير. يقدر عدد سكانه بـ 1408 نسمة حسب الإحصاء الرسمي للسكان والسكنى لسنة 2004.

## روابط خارجية
- البوابة الوطنية للجماعات الترابية نسخة محفوظة 12 مارس 2018 على موقع واي باك مشين.
- المندوبية السامية للتخطيط